# رویال برینکمن
رویال برینکمن (انگلیسی: Royal Brinkman) شرکت کشاورزی هلندی است، که در سال ۱۸۸۵ تأسیس شد.